# Stazione di Shimo-Kitazawa
La stazione di Shimo-Kitazawa (下北沢駅?, Shimo-Kitazawa-eki) è una stazione ferroviaria di interscambio di Tokyo, situata nel quartiere di Setagaya. Presso di essa si incrociano le linee Inokashira della Keiō Corporation e la linea Odawara delle ferrovie Odakyū. La stazione serve il quartiere di Shimokitazawa, zona molto frequentata dai giovani, e si trova a 3 km da Shibuya.

## Storia
La stazione Odakyu fu inaugurata il 1º aprile 1927, mentre quella della Keio il 1º agosto 1933. Essa fu anche location del film Tokyo Eyes, una coproduzione franco-giapponese thriller/romance con Shinji Takeda e Hinano Yoshikawa, diretto dal francese Jean-Pierre Limosin.
A partire dal 22 febbraio 2013 è stata introdotta la numerazione di stazione sulla linea Keio, e Shimo-Kitazawa ha assunto il codice "IN05".

## Linee

### Treni
Ferrovie Odakyū
● Linea Odakyū Odawara
Keiō Corporation
● Linea Keiō Inokashira